# Ca l'Avellà
Ca l'Avellà, Ca la Mirona o Ca Bota, és un edifici d'habitatges del municipi de Valls (Alt Camp) protegit com a bé cultural d'interès local.

## Descripció
Edifici entre mitgeres, que fa cantonada entre els carrers dels metges i Carme. Les dues façanes són idèntiques quant a les obertures i la seva distribució. Té planta baixa, entresòl i 3 pisos, tractats de diferent manera segons l'alçada. La planta baixa i entresòl formen un conjunt compositiu inscrit en 4 arcades per banda, el ritme de les quals està trencat per la divisió horitzontal de les baranes de ferro que marquen l'entresòl. El 1r pis té una balconada que abasta les dues façanes, amb 4 portes a cada costat. El 2n pis té 4 balcons per banda i el 3r 4 finestres. El conjunt presenta un ritme de creixement en volums i grau d'ornamentació. Les llindes del 1r pis estan motllurades amb fulles d'acant, al 2n hi ha un petit esgrafiat, i el 3r està delimitat per una imposta que recorre tota la façana. L'edifici és de pedra i maó, arrebossat, i acabat en una cornisa. La casa, tot i mantenir la seva funció original de bloc d'habitatges plurifamiliar, només en té una d'ocupada, a més d'una botiga de queviures que s'allotja a la planta baixa de la banda del carrer dels Metges.